# Fazila Samadova
Fazila Ibrahim gizi Samadova, también conocida como Fazila Samedova, en azerí: Fəzilə Səmədova, (Shamaji, 29 de marzo de 1929-Bakú, 8 de enero de 2020) fue una académica, ingeniera química y tecnóloga azerbaiyana. Fue doctora en Ciencias Químicas, científica Honoraria, Miembro de la Academia de Ciencias de Nueva York, Jefa del Laboratorio del Instituto de Investigación de Procesos Petroquímicos, Miembro Correspondiente de la Academia Nacional de Ciencias de Azerbaiyán (ANAS), y Científica honorífica de Europa.

## Trayectoria
Samadova nació en 1929 en Shamaji. En 1946, se graduó de la escuela secundaria No. 132 de Bakú con una medalla de oro. El mismo año, fue admitida en la Facultad de Tecnología Química de la Universidad Estatal del petróleo e industria de Azerbaiyán que lleva el nombre de M. Azizbayov. Después de graduarse en 1951, Samedova recibió un diploma en ingeniería química y continuó sus estudios en 1951-1955 como estudiante de postgrado en la Universidad Estatal Rusa de Petróleo y Gas de Gubkin.
Samadova comenzó sus primeros desarrollos científicos en la década de 1950 como estudiante de posgrado en la Universidad Estatal Rusa del Petróleo y el Gas de Gubkin y en la Universidad Estatal del petróleo e industria de Azerbaiyán, tras lo cual los continuó ya en el Instituto de la Industria del Petróleo. En 1956 defendió su tesis sobre "El efecto de la composición química de los aceites en sus propiedades de rendimiento" y recibió el título de candidata a las ciencias técnicas.
De 1960 a 1981, Samadova trabajó en el laboratorio "Química y Tecnología de los Aceites" del Instituto Estatal de Procesos Petroquímicos de Azerbaiyán que lleva el nombre de M. Aliyev como investigadora principal. Los resultados de las investigaciones realizadas por Samadova en 1960-1973 se reflejaron en la disertación de la científica sobre "Investigación de la obtención de aceites destilados y residuales a partir de los aceites de parafina de Bakú con tecnologías de alta rentabilidad y perspectivas de producción en Azerbaiyán" y defendió con éxito su doctorado.
A partir de 1982, Samadova estuvo a cargo del laboratorio "Investigación de aceites y tecnología de aceites". A partir de 1986, dirigió el Laboratorio de Investigación de Petróleo y Tecnología de Petróleo del NKPI.

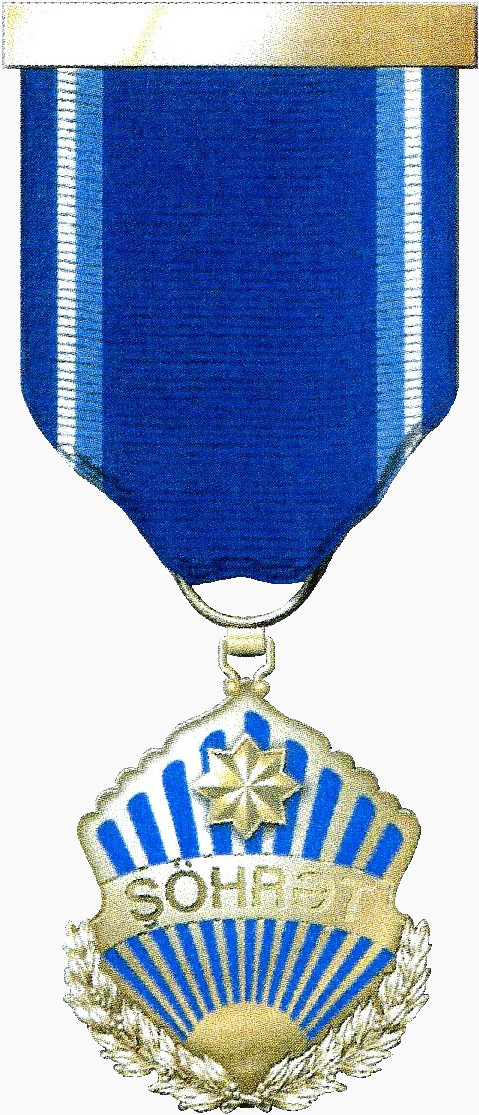
Orden Shohrat-2009

Samadova recibió el título de Profesora de Tecnología del Petróleo y el Gas (1987), el título de Científica de Honor de Azerbaiyán (1991) y fue elegida miembro de pleno derecho de la Academia de Ciencias de Nueva York. Desde 2001, es miembro correspondiente de la Academia Nacional de Ciencias de Azerbaiyán (ANAS).
Los resultados de los trabajos de investigación de Samadova se reflejan en 530 obras científicas, entre ellas 24 monografías, un libro de divulgación, 64 certificados de autor y patentes. Una de sus monografías está dedicada a la memoria de su hermano, el explorador Fuad Samedov, descubridor de Neft Daşları.
Samadova fue elegida en repetidas ocasiones miembro de Consejos Académicos y Comisiones Científicas Especializadas, tanto en Azerbaiyán como fuera del país. Fue miembro del consejo de redacción de dos revistas científicas. Bajo su dirección, se formaron 4 doctores en ciencias y 20 doctores en filosofía.
Samadova murió el 8 de enero de 2020 en Bakú a la edad de 91 años.

## Reconocimientos
En 2004 Samadova recibió la Orden Shohrat.
En 2012, Samadova recibió el título de Científica Honoraria de Europa y la Medalla Alexander von Humboldt.